# Јеремија I Цариградски
Патријарх Јеремија I Цариградски (грч. Πατριαρχης Ιερεμιας) био је цариградски патријарх од 1521. до 1545.
Рођен је у месту Зитса у Епиру. Године 1513. изабран је за архиепископ Софије.
Дана 31. децембра 1522. године изабран је за патријарха цариградског. Убрзо након избора за патријарха обишао је Кипар, Египат, Синајску гору и Палестину. Током свог боравка у Јерусалиму, насилно је смењен и на његово место је постављен Јоаникије. Успео је заједно са патријарсима Александрије и Антиохије, да екскомуницира Јоаникија и врати се на патријаршијски трон 24. септембра 1525. године.
Године 1537. успео је да издејствује од султана Сулејмана Величанственог да се заустави претварање цркава у џамије у Цариграду, али та одлука није потврђена од стране Сулејманових наследника.
Умро је 13. јануара 1546. године у граду Враца, на путу по Влашкој.